# Plaża Katedr

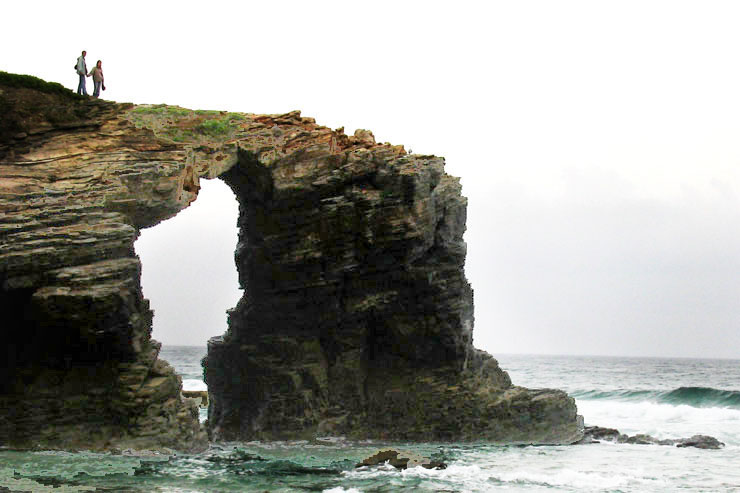
łuk skalny, Plaża Katedr

Plaża Katedr (hiszp. Playa de las Catedrales, galic. Praia das Catedrais lub Praia de Augas Santas) – plaża znajdująca się nad Zatoką Biskajską, w Galicji, w prowincji Lugo, między Ribadeo a Foz. Jej długość to około 1500 m. Plaża nazwę zawdzięcza formacjom skalnym, których łuki przypominają zarówno formą jak i rozmiarem średniowieczne katedry. Ich wysokość to nawet 30 metrów.